# توکونوشیما، کاگوشیما
توکونوشیما، کاگوشیما (به لاتین: Tokunoshima, Kagoshima) یک منطقهٔ مسکونی در ژاپن است که در Ōshima District واقع شده‌است. توکونوشیما ۱۰۴٫۸۷ کیلومترمربع مساحت و ۱۱٬۶۷۳ نفر جمعیت دارد.